# منتخب الجبل الأسود لكرة اليد للسيدات
منتخب الجبل الأسود لكرة اليد للسيدات هو الممثل الرسمي لدولة الجبل الأسود في رياضة كرة اليد. شارك في بطولة العالم لكرة اليد للسيدات 3 مرات وكانت المشاركة الأولى في سنة 2011، كان أفضل مركز له فيها هو الثامن. شارك في كرة اليد في الألعاب الأولمبية الصيفية مرتين وكانت المشاركة الأولى في سنة 2012. شارك في بطولة أوروبا لكرة اليد للسيدات 4 مرات وكانت المشاركة الأولى في سنة 2010، كان أفضل مركز له فيها هو الأول.